# Шопски диалекти
Шопски диалекти е ненаучно наименование, използвано за диалектите в Шоплука.
- Югозападни говори:
  -     - Ботевградски говор (Ботевградско и Етрополско поле)
    - Ихтимански говор (Ихтиманско поле, по река Марица стига до Пазарджик)
    - Елинпелински говор (източната част на Софийското поле)
    - Софийски говор (западната част на Софийското поле)
    - Самоковски говор (Самоковско поле)

  - Централна група югозападни говори
    - Дупнишки говор (Дупнишко поле и Разметаница)
    - Кюстендилски говор (Кюстендилско поле)
- Преходни говори
  - Трънски говор (Трънско)
  - Брезнишки говор (областта Граово на запад и северозапад от Софийско)
  - Белоградчишки говор (Белоградчишко, преселници във Видинско и Ломско)
  - Царибродски говор (Царибродско)
  - Босилеградски говор (Босилеградско)
  - говорите в Кривопаланско, Кратовско и Кумановско, в македонската диалектология тези говори се наричат „северни говори“
  - Тимошко-лужички говор (Княжевашко, Пиротско)